# Private Dancer (album)
Private Dancer is de doorbraak voor de solocarrière van Tina Turner. Het album verscheen op 16 november 1984 en de nummers Private Dancer, What's Love Got to Do with It en Let's Stay Together werden grote hits.
In 1982 tekende Tina Turner een contract met Capitol Records. Toch zou het nog tot 1984 duren voor de eerste langspeelplaat van haar op Capitol zou verschijnen. Het label had weinig belangstelling voor de toen 44-jarige zangeres, totdat de single "Let's Stay Together" in 1983 in Engeland uitkwam en een grote hit werd.
Het album Private Dancer werd een van de succesvolste albums van de jaren tachtig, waar meer dan 12 miljoen exemplaren van verkocht werden. Wereldwijd werden er 20 miljoen exemplaren verkocht. Het album kende een hele reeks hits, waarvan "What's Love Got to Do with It" de nummer 1-positie haalde in de Billboard Hot 100. Het nummer "Private Dancer" werd geschreven door Mark Knopfler.

## Nummers
A-kant:
1. I Might Have Been Queen
2. What's Love Got to Do with It
3. Show Some Respect
4. I Can't Stand the Rain (van Ann Peebles)
5. Private Dancer (geschreven door Mark Knopfler)

B-kant:
1. Let's Stay Together (van Al Green)
2. Better Be Good to Me
3. Steel Claw
4. Help (van The Beatles)
5. 1984 (van David Bowie)

## Hitnoteringen
| Land          | Hoogste notering | Aantal weken |
| ------------- | ---------------- | ------------ |
| Duitsland     | 2                | 94           |
| Nederland     | 3                | 67           |
| Nieuw-Zeeland | 2                | 69           |
| Noorwegen     | 5                | 10           |
| Oostenrijk    | 1                | 56           |
| Zwitserland   | 3                | 86           |
| Zweden        | 7                | 16           |